# 施天慧
（1974年7月4日—），加拿大政治人物和運動員，2013年-20年間以卑詩自由黨黨員身份擔任卑詩省議會帕克斯維爾—夸利坎選區議員，期間從2015年-17年任職卑詩省社會發展及社會創新廳長。她曾於2000年夏季帕拉林匹克運動會代表加拿大參與女子輪椅籃球團隊賽並摘金，後於2008年、2012年和2016年夏季帕運會帕拉田徑比賽取得金牌和銀牌，是唯一一位在兩項不同運動中贏取金牌的女性帕運會運動員。她亦於2015年泛美殘疾人運動會代表加拿大作賽並奪金。

## 早年生活和教育
她於緬尼吐巴省溫尼伯出生，本姓波克耐希特（Bauknecht），為家中四名子女中的幼女，青年時曾在父母營運的酒店工作。她17歲時一次意外跌傷並弄斷頸部，自此四肢局部癱瘓，但仍可有限度操控手部和手腕。她隨後接觸輪椅籃球，1996年代表緬尼吐巴省隊參與於蒙特婁舉行的全國錦標賽期間結識丈夫馬克（Mark Stilwell）。她其後遷居亞伯達省卡加利，1999年從卡加利大學取得心理學學士學位。

## 體育生涯
她於1998年入選加拿大女子輪椅籃球國家隊，並於同年女子輪椅籃球世界錦標賽中摘金。2000年悉尼帕運會女子輪椅籃球賽事中她充當加拿大國家隊後備，該隊最終贏取金牌，帕運會過後她則於2001年跟隨丈夫和兒子遷居卑詩省溫哥華島的帕克斯維爾。她後因腦幹突出而需進行手術，自此告別國家級輪椅籃球賽事，但仍參與本地賽事。

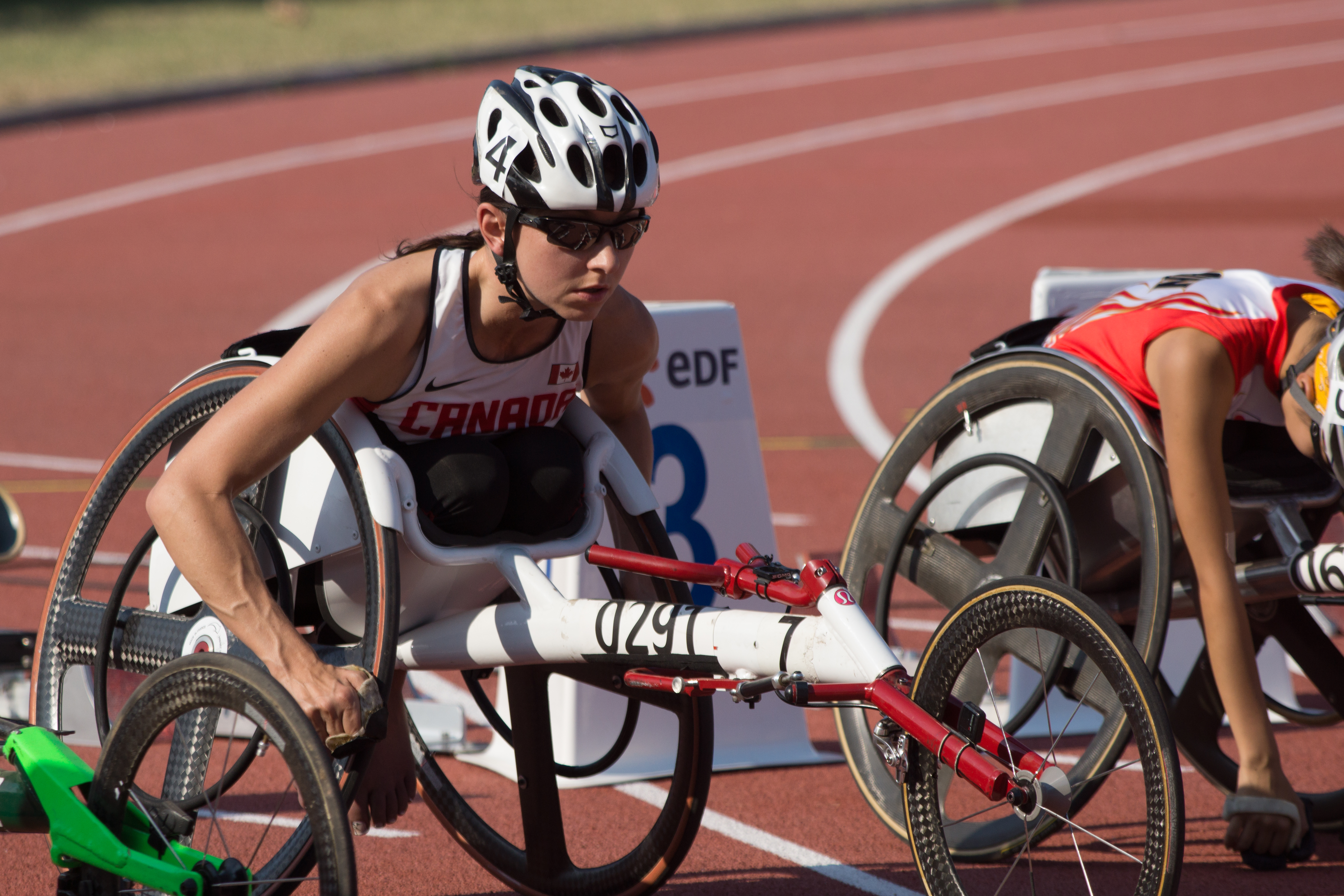
施天慧於2013年IPC世界田徑錦標賽參賽

施天慧於2004年參與一場於新西敏道格拉斯學院進行的輪椅籃球賽事時獲得教練勞勒斯（Peter Lawless）賞識，在他慫恿下接觸輪椅競速。2006年IPC世界田徑錦標賽她贏取200米T52級賽事金牌，以及100米T52級賽事銀牌。2008年北京帕運會田徑比賽她則取得100米和200米T52級賽事金牌。2011年IPC世界田徑錦標賽她於100米、200米和400米賽事摘金，800米賽事則摘銀，並刷新100米和200米賽事的世界錦標賽紀錄。
她於2012年倫敦帕運會200米T52級賽事中以33.80秒成績成功衛冕，並以逾兩秒之差打破自己的世界紀錄；四天後的100米T52級賽事她則敗於瑪麗克·費福爾特屈居第二。2013年IPC世界田徑錦標賽她於100米、200米和800米賽事摘金，並於800米賽事刷新世界紀錄。2015年於多倫多舉行的泛美殘疾人運動會中，她於100米T52級賽事贏取金牌。
2016年里約熱內盧帕運會，施天慧於100米和400米T52級賽事中摘金。她於2017年宣布退役，同年入選卑詩體育名人堂，2019年則入選緬尼吐巴體育名人堂。2022年她獲任為加拿大帕拉林匹克委員會董事會成員。

## 從政
卑詩自由黨籍省議會帕克斯維爾—夸利坎選區議員坎特隆（Ron Cantelon）宣布引退後，施天慧競逐該選區的自由黨候選人資格，並於2013年1月在無競爭對手下自動出線。她於同年5月省選中當選該區省議員，並於同年6月獲任為執政黨黨團主席和健康生活議會秘書，再從2014年6月起兼任長者事務議會秘書。2015年2月她則改任社會發展及社會創新廳長，接替辭去內閣職務的麥克雷（Don McRae）。
施天慧於2017年5月省選中連任省議員，但自由黨僅贏取省議會87個議席中的43席，無法繼續以多數政府姿態執政。在此懸峙議會局面下，省長簡蕙芝於同年6月組閣，施天慧留任原有職務。持有41席的新民主黨與持有3席的綠黨達成合作協議，並於2017年6月29日在省議會向自由黨政府提出不信任動議。動議以44-42票通過，自由黨遂失去執政權，施天慧的廳長任期亦隨著新民主黨少數政府於同年7月就任而終結。她隨後在該屆省議會出任官方反對黨的旅遊、藝術及文化評議員。
2020年省選施天慧敗予新民主黨候選人艾華克而未能連任。2021年她則加入CVM醫療公司，出任冠狀病毒快速測試總監。

## 外部連結
- （英文）卑詩省議會網站 施天慧議員簡介 （页面存档备份，存于）